# PSV Campus De Herdgang
El PSV Campus De Herdgang es un complejo deportivo ubicado en la ciudad de Eindhoven, Países Bajos. El campus es propiedad del PSV Eindhoven y está ubicado a aproximadamente 3,5 km al noroeste del Philips Stadion. Su campo principal tiene capacidad para 2.500 personas.
El complejo sirve como sede del PSV Eindhoven Femenino, que compite en la Eredivisie femenina, del equipo de reservas Jong PSV, que compite en la Eerste Divisie, y como campo de entrenamiento para el primer equipo del PSV Eindhoven, así como para los equipos juveniles del PSV en sus distintas categorías.

## Historia
El parque deportivo se completó en 1952. El sitio está ubicado al lado del parque Philips de Jongh Wandelpark y está dividido en dos áreas. Una parte es la casa del primer equipo. La otra parte pertenece a la cantera con el Jong PSV, el femenino y el amateur. En abril de 2002 se inició la remodelación del área profesional de la instalación de aproximadamente 50 años de antigüedad. Entre otras cosas, Se construyó una sala de entrenamiento, un gimnasio, oficinas y un comedor. Un año después se terminó la obra. A esto le siguió unos meses más tarde la modernización del área juvenil. De 2018 a 2019, el campus del PSV se renovó y renovó ampliamente. El Campus del PSV ofrece varios campos de césped natural así como con césped artificial.